# هاري بوزر
هاري بوزر هو سياسي أمريكي، ولد في 13 سبتمبر 1931 في بروكفيل في الولايات المتحدة. نشط حزبياً في الحزب الجمهوري. وقد انتخب عضو مجلس نواب بنسيلفانيا ‏.